# Florentine (Roman)
Florentine ist ein Roman in französischer Sprache der schweizerischen Schriftstellerin Élisabeth Burnod. Er entstand 1943 in Paris, wurde 1949 im Verlag Jeheber (Genf/Paris) veröffentlicht und ist der zweite von acht Romanen, mit denen die Autorin in den 1960er Jahren zu den Grandes Dames der französischsprachigen Schriftstellerinnen aufstieg. Das Buch wurde Claudine Cantacuzène gewidmet.

## Inhalt
Die drei Schwestern Thérèse, Florentine und Aimée im Alter zwischen elf und vierzehn Jahren haben früh ihre an Tbc erkrankte Mutter Hélène verloren und leben bei deren Mutter in gut situierten bürgerlichen Verhältnissen. Während die ebenfalls tuberkulosekranken Thérèse und Ainée keine Probleme mit dem strengen Erziehungsdiktat der Großmutter haben, lehnt sich Florentine zunehmend dagegen auf. Anlass dafür ist ihr monatlicher Besuch bei ihrem in der Nähe lebenden Vater Jérôme Advener, zu dem sie in einem engen Verhältnis steht, der aber als Maler und Freidenker von der Großmutter strikt abgelehnt wird. Blaise Carrière, ein unverheirateter alter Freund der Familie, erkennt die problematische Situation und versucht vergeblich, zwischen den unterschiedlichen Charakteren zu vermitteln. Am Ende findet der Vater durch den Tod seiner Tochter Thérèse Einlass in das Haus der Großmutter, doch bleibt offen, ob er Florentine zu sich nimmt.

## Interpretation
Wie bereits in ihrem 1946 erschienenen Roman Le Miracle des violettes verarbeitet Burnod auch in Florentine autobiografische Elemente; auch Burnod hatte frühzeitig ihre Mutter verloren.
Im Mittelpunkt des Romans stehen Verstand und Freiheitswille der pubertierenden Florentine. Sie erkennt die Unvereinbarkeit zwischen engen bürgerlichen Konventionen und freiem Denken. Die eskalierenden Auseinandersetzungen mit der Großmutter können zwar ihren Willen nicht brechen, führen aber zu einer innerlichen Vereinsamung. Nur vorübergehend meint sie, bei Personen ihrer Umgebung Unterstützung in ihrem Denken zu finden, wird dann aber immer wieder enttäuscht.
Schon in diesem ersten Roman von Burnod zeigt sich das später immer wiederkehrende Motiv: Der Konflikt, in dem sich willensstarke Frauen innerhalb einer bürgerlichen Gesellschaft befinden, ist ohne grundlegende Änderung dieses Gesellschaftssystems nicht lösbar.